# Monohelea shannoni
Monohelea shannoni är en tvåvingeart som beskrevs av Wirth och Blanton 1972. Monohelea shannoni ingår i släktet Monohelea och familjen svidknott. Inga underarter finns listade i Catalogue of Life.